# .ru

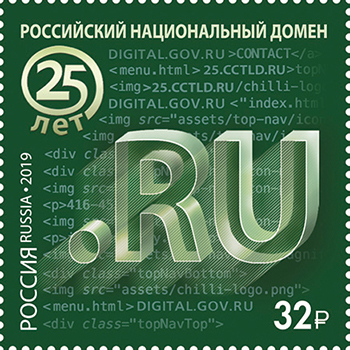

.ru는 1994년 4월 7일 도입된 러시아 연방의 국가 코드 최상위 도메인이다. 러시아 알파벳 국제화 국가 코드 최상위 도메인은 .рф이다.
.ru의 제어권은 현재 공식 레지스트리인 TLD RU 조정 센터(TLD RU용 CC)에 할당된다. 2005년 1월 1일, 이전 등록 기관인 RIPN(Russian Institute for Public Networks)은 .ru에 대한 직접 신규 등록을 중단했지만 여전히 2차 도메인인 .com.ru, .net, ru, .org.ru 및 .pp.ru에서 도메인 이름에 대한 등록 작업을 수행했다.
RELCOM 회사는 .msk.ru(모스크바)와 같은 다양한 2단계 도메인 아래에 3단계 등록을 제안하는 반면, 마콤넷 텔레콤(Macomnet Telcom)은 .int.ru 아래에 3단계 등록을 동시에 제안한다.

## 배경
1994년 4월 .ru가 생성되기 전에는 "RU 최상위 도메인 관리 순서"로 알려진 1993년의 역사적인 합의가 있었다. 계약에 따라 .ru 도메인에 대한 관리 및 기술 지원 책임은 RIPN에 넘겨졌다. 2002년에는 TLD RU에 대한 관리 기능이 CC로 이관되었다.

## 같이 보기
- .su